# ریور پاینز (کالیفرنیا)
ریور پاینز (به انگلیسی: River Pines) یک منطقهٔ مسکونی در ایالات متحده آمریکا است که در شهرستان آمادور، کالیفرنیا واقع شده‌است. ریور پاینز ۰٫۹۴۷ کیلومتر مربع مساحت و ۳۷۹ نفر جمعیت دارد و ۶۰۵ متر بالاتر از سطح دریا واقع شده‌است.